# نيباد
الشراكة الجديدة لتنمية أفريقيا أو النيباد اختصارًا (من الإنجليزية: NEPAD)، هي مبادرة تتضمن رؤية الإتحاد الإفريقي للتنمية وهي بن عون الاقتصادية والاجتماعية للقارة الأفريقية، تم صياغتها وتبنيها من قبل رؤساء خمس دول أفريقية، هي مصر والجزائر ونيجيريا وجنوب أفريقيا والسنغال، وأقرتها قمة منظمة الوحدة الأفريقية (الاتحاد الأفريقي فيما بعد) التي عقدت في لوساكا عاصمة زامبيا في 23 أكتوبر 2001

## أهداف منظمة النيباد
ارتكزت مبادرة التنمية البشرية نيباد على أربعة مبادئ هي:
- تخفيف الفقر
- سد الفجوة في مجال التعليم
- وقف هجرة العقول
- الرعاية الصحية

مبادرة إنشاء هذه الشراكة كانت من قبل الجزائر، السنغال، نيجيريا وجنوب أفريقيا ومصر سنة 2001.